# Trettachspitze
Trettachspitze – szczyt w Alpach Algawskich, części Alp Bawarskich. Leży w Niemczech w Bawarii. Sąsiaduje z Mädelegabel i Hochfrottspitze. Jest to najwyższy szczyt Alp Algawskich w całości położony na terenie Niemiec.